# Biroina fuscalis
Biroina fuscalis är en tvåvingeart som först beskrevs av Richards 1973.  Biroina fuscalis ingår i släktet Biroina och familjen hoppflugor. Inga underarter finns listade i Catalogue of Life.